# سیسیلیا گیگو
سیسیلیا گیگو (انگلیسی: Cecilia Ghigo؛ زادهٔ ۱۶ ژانویهٔ ۱۹۹۵) بازیکن فوتبال اهل آرژانتین است.
وی همچنین در تیم ملی فوتبال زنان آرژانتین بازی کرده‌است.